# Jubileo de 2000
El Jubileo del año 2000 (también llamado Gran Jubileo) fue un gran acontecimiento de la Iglesia católica que tuvo lugar entre la Nochebuena (24 de diciembre) de 1999 y la Epifanía (6 de enero) de 2001. Al igual que otros años jubilares anteriores, fue una celebración por la misericordia de Dios y el perdón de los pecados. La principal innovación de este Jubileo fue la adición de muchos "jubileos particulares", celebrados simultáneamente en Roma, Israel y otras partes del mundo.

## Preparaciones
Los preparativos para el Gran Jubileo fue tarea del Papa  San Juan Pablo II, quien el 10 de noviembre de 1994 publicó su carta apostólica Tertio Millennio Adveniente. En ella se invitó a la Iglesia a comenzar un período de tres años de intensiva preparación para la celebración del fin del segundo milenio cristiano, donde 1997 estaría marcado por la exploración de la figura de Cristo, 1998 por la meditación de la persona del Espíritu Santo, y 1999 por la meditación en la figura de Dios Padre.
La convocación formal al Jubileo vino a través de la bula papal Incarnationis Mysterium del 29 de noviembre de 1998. En esta se expresó el deseo que poseía el Papa de celebrar el Año santo desde que inició su pontificado en 1978. Explicó que el Jubileo debió proporcionar la oportunidad de abrir nuevos horizontes por medio de la oración y también, como un momento de arrepentimiento y perdón. Más allá de ello, expresó el sentido ecuménico del evento, más allá de los mismos católicos, para todos los cristianos y el mundo entero.
Las iglesias y catedrales de Roma tomaron ventaja de la celebración, siendo restauradas varias de ellas. La fachada de la Basílica de San Pedro se mantuvo en reparaciones por varios meses, y la Santa Sede realizó un plan de construcción de estacionamientos bajo el Janículo, pensando en los numerosos buses que llegarían a las celebraciones. Fruto de las construcciones se encontraron, en gran cantidad, mosaicos de la época imperial.

## Indulgencia jubilar
Con la bula Incarnationis Mysterium se adjuntó un documento de la Penitenciaría Apostólica, en el que se indicaba las condiciones para recibir la indulgencia jubilar. En muchos aspectos, las normas se simplificaron respectos a años anteriores: las condiciones de confesión, comunión, oración por el Papa y renuncia al pecado se mantuvieron, pero a diferencia de otros años santos, fue necesario solo visitar una iglesia un día.
La indulgencia podía ser obtenida en Roma, visitando una de las cuatro basílicas mayores (San Pedro, San Juan de Letrán, San Pablo Extramuros o Sta. María la Mayor), entrando por las Puertas Santas; o también yendo al Santuario de Nuestra Señora del Divino Amor, la Basílica de San Lorenzo Extramuros o algunas de las catacumbas cristianas de Roma. En la visita, se debía participar de una celebración religiosa o estar media hora en la adoración eucarística.
La indulgencia también podía ser obtenida en Israel, visitando la Basílica del Santo Sepulcro de Jerusalén, la Basílica de la Natividad en Belén o la Iglesia de la Anunciación en Nazaret.
Así también, el Jubileo se extendió a todas las diócesis del mundo. Visitar cualquier catedral o santuario designado por el obispado aseguraba lo suficiente para ganar la indulgencia. Las religiosas y los religiosos de clausura la podían obtener en sus capillas conventuales.
Finalmente, la indulgencia podía ser obtenida mediante un sacrificio personal u obras de caridad, especialmente las mencionadas en el documento, tales como dejar el alcohol o el tabaco por al menos un día, o realizando una donación para ayudar a los pobres.

## Celebraciones

### Inauguración

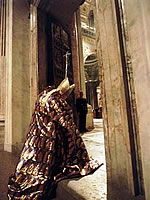
Apertura de la Puerta Santa de San Pedro por Juan Pablo II, 24 de diciembre de 1999.

Juan Pablo II dio inicio a las celebraciones del año jubilar abriendo la Puerta Santa de la Basílica de San Pedro el 24 de diciembre de 1999, poco después de celebrar la Misa de Natividad. El rito había sido simplificado por el Papa, en comparación a jubileos anteriores.
Las Puertas de la Archibasílica de San Juan de Letrán y la Basílica de Santa María la Mayor fueron abiertas al día siguiente, el 25 de diciembre de 1999. 

### Celebración ecuménica en San Pablo Extramuros
La cuarta Puerta Santa, la de la Basílica de San Pablo Extramuros, fue recién abierta el 18 de enero de 2000, inaugurando una semana de oración por la unidad de los cristianos. Para esa celebración, el Papa había planeado un servicio ecuménico, invitando a los líderes de todas las religiones cristianas a participar. Veintidós líderes cristianos aceptaron la invitación, junto con un representante del Consejo Mundial de Iglesias, que representa a 337 denominaciones. La apertura de la puerta se llevó a cabo simultáneamente por el Papa, por un representante del Patriarca de Constantinopla y por George Carey, Arzobispo de Canterbury. La liturgia incluyó lecturas de la Biblia, del luterano Dietrich Bonhoeffer y el teólogo ruso Georgi Florovski.

### Oración por los pecados de la Iglesia
Uno de los días claves de la celebración jubilar fue el "Día del Perdón", el día 12 de marzo, primero Domingo de Cuaresma. Allí, el Papa pidió perdón por los pecados cometidos por miembros de la Iglesia, y en particular, los cometido en nombre de ésta. Para la ocasión, se leyeron siete oraciones especiales, a cargo de siete miembros de la Curia romana.
1. Bernardin Gantin, decano del Colegio Cardenalicio: confesión general por los pecados de los cristianos a través de la historia.
2. Joseph Ratzinger, prefecto de la Congregación para la Doctrina de la Fe: confesión de las faltas de usos "no evangélicos" al servicio de la fe, como por ejemplo, en la Inquisición.
3. Roger Etchegaray, presidente del Comité Central para el Jubileo: exhortación a la confesión de los pecados que causaron la división entre los cristianos.
4. Edward Cassidy, presidente del Pontificio Consejo para la Promoción de la Unidad de los Cristianos: reconocimiento de las faltas cometidas contra el pueblo de la Alianza (los judíos).
5. Stephen Fumio Hamao, presidente del Pontificio Consejo Pastoral de los Migrantes e Itinerantes: mención a los pecados cometidos contra el amor, la paz, los derechos de los pueblos, el respeto cultural y religioso.
6. Francis Arinze, presidente del Pontificio Consejo para el Diálogo Interreligioso: confesión de los pecados que han herido la dignidad de la mujer y la unidad de la humanidad.
7. François-Xavier Nguyen van Thuan, presidente del Pontificio Consejo para la Justicia y la Paz: confesión de los pecados en el ámbito de los derechos fundamentales de la persona humana: abusos contra menores de edad, marginación de los pobres, supresión de los no-nacidos en el vientre materno o su uso para la experimentación.

Este mea culpa de la Iglesia fue muy aplaudido, pero algunos miembros de ésta consideraron que habían ido demasiado lejos, y que la doctrina que indica que la Iglesia es santa, se había dañado. Al finalizar la oración del Ángelus, el Papa indicó que tal ceremonia era necesaria. El Año Santo es un tiempo de purificación: la Iglesia es santa porque Cristo es su Cabeza y Esposo, el Espíritu es el alma vivificante, y la Santísima Virgen y los santos son su expresión más auténtica. Sin embargo, los hijos de la Iglesia saben la realidad del pecado, cuyas sombras se reflejan en ella, oscureciendo su belleza. Debido a esto, la Iglesia no cesa de pedir perdón a Dios por los pecados de sus miembros.

### Peregrinación a Tierra Santa
Entre el 21 y el 26 de marzo, Juan Pablo II viajó a Tierra Santa, pasando por Jordania, Israel y las tierras en poder de la Autoridad Nacional Palestina. Oró en el Muro de las lamentaciones, donde colocó una copia de la oración por el perdón de los pecados contra los judíos en una grieta, y celebró Misa en el Cenáculo de Jerusalén, algo que se le había negado anteriormente a Pablo VI en 1964 debido a que, según el judaísmo, la tumba del rey David se encontraría allí. Luego de la visita, el gobierno israelí transfirió el Cenáculo a la Iglesia católica a cambio de una iglesia española, que era originalmente sinagoga.

### Jornada Mundial de la Juventud

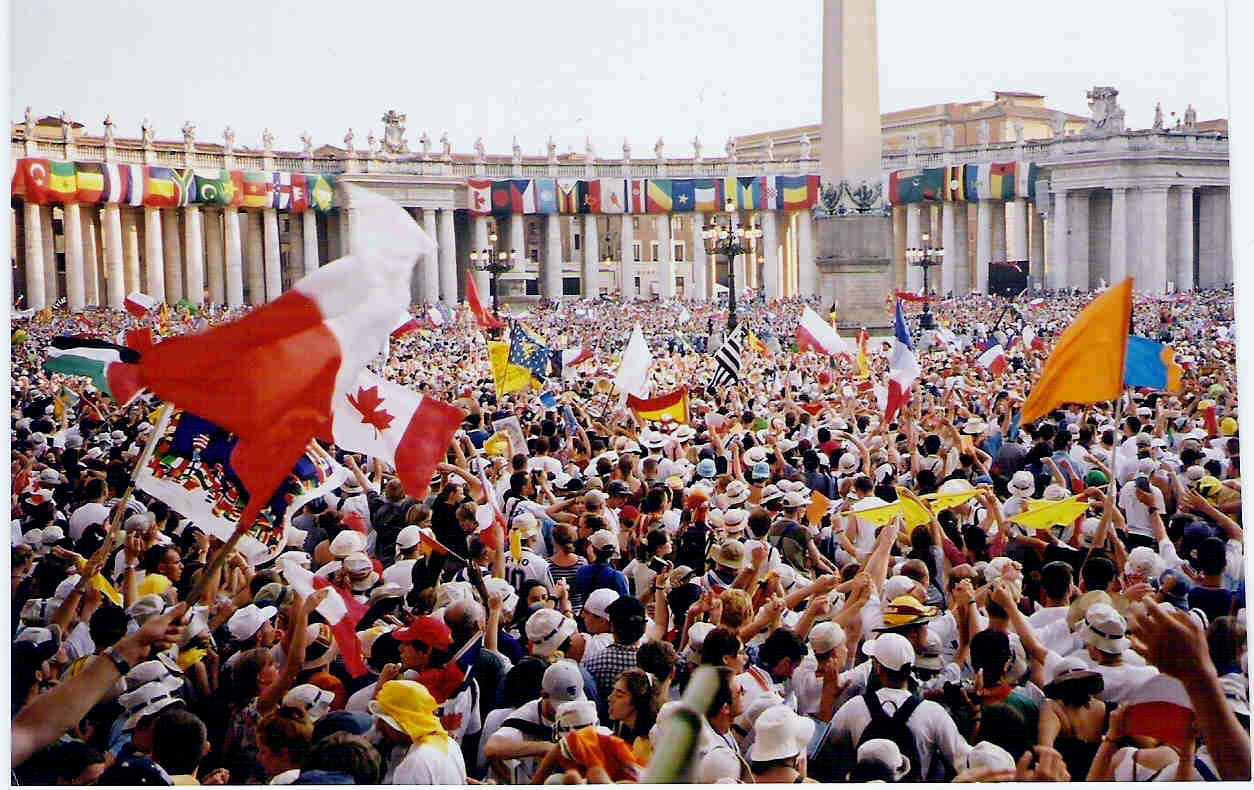
Jornada Mundial de la Juventud 2000. Plaza de San Pedro, Vaticano.

La Jornada Mundial de la Juventud de aquel año fue muy concurrida. Celebrada en Roma, aproximadamente dos millones de jóvenes se dieron cita en la misa de clausura, del 20 de agosto. El Metro de Roma se llenó de individuos de varias naciones del mundo. El área alrededor del Circo Máximo se convirtió en una gran superficie para las confesiones, y la mayoría de los sacerdotes de la ciudad pasaron largas horas allí.

## Clausura
El Gran Jubileo fue concluido el 6 de enero de 2001 con la Misa de Epifanía. La noche previa, se tenía pensado que la Basílica de San Pedro fuera cerrada para las 6 de la tarde, pero el templo se mantuvo abierto hasta que el último peregrino pasara por la Puerta Santa, lo que ocurrió cerca de las 2.20 de la madrugada.
Luego de cerrar solemnemente la Puerta Santa, el Papa celebró la Misa en la Plaza de San Pedro, con una congregación de más de 10.000 personas. Para la ocasión, el Papa firmó su carta apostólica Novo Millennio Ineunte donde expresaba sus prioridades para el nuevo milenio.